# Bandeira de Ilha Comprida
A bandeira de Ilha Comprida, juntamente com o brasão e o hino, constituem os símbolos da cidade de Ilha Comprida, estabelecidos por lei de 2 de julho de 1993, que dispõe sobre os símbolos municipais.

## Descrição
Art. 7º. A bandeira Municipal de Ilha Comprida, assim se descreve:
"Tem a Bandeira 4 (quatro) módulos na sua largura, por um único módulo no comprimento, sendo que no centro estará um círculo representando o sol e dentro deste, uma palmeira e 4 (quatro) estrelas, oriundos do Brasão de Armas do Município."
As cores utilizadas são próprias da natureza local:
- Azul (ultra-mar);
- Verde (bandeira);
- Amarelo (ouro);
- Branco.

Distribuídas da seguinte maneira:
1 - Uma faixa de cor azul ultra-mar na parte superior;
2 - Uma faixa intermediária de cor verde bandeira;
3 - Uma faixa intermediária de cor branca;
4 - Uma faixa na parte inferior de cor azul ultra-mar;
5 - Um círculo de cor amarela, sobre as faixas de cor azul (superior), verde e branca.
Significado dos itens e sua cores:
1 - A faixa superior de cor azul ultra-mar, representa o Mar Pequeno, como é conhecido, em suas extremidades, as Barras ou Barragens, norte e sul, por esse motivo leva a cor azul;
2 - A faixa intermediária de cor verde bandeira, representa o Município de Ilha Comprida, em sua natureza absoluta, fauna e flora ecológica;
3 - A faixa intermediária de cor branca representa as praias, a pureza e tranqüilidade local;
4 - A faixa inferior de cor azul ultramar ondulada, representa o mar (Oceano Atlântico), que banha todo o Município de Ilha Comprida.
5 -O círculo amarelo ouro representa o sol e dentro deste, uma palmeira e 4 (quatro) estrelas oriundos do Brasão de Armas do Município.

## Confecção
Art.8º - A Bandeira Municipal poderá ser confeccionada em qualquer tamanho, obedecendo-se, entretanto, rigorosamente as seguintes proporções:
1 - lateral deverá ser 2/3 em relação ao seu comprimento e as faixas que compõe o seu todo serão assim distribuídas:
2 - A faixa superior de cor azul ultra-mar representando o Mar Pequeno, será de 5/28 da altura total do pavilhão;
3 - A faixa intermediária de cor verde bandeira representando a flora de, 7/28 da altura total do pavilhão;
4 - A faixa intermediária de cor branca representando as praias, será 7/28 da altura total do pavilhão;
5 - A faixa inferior ondulada no total de 3 ondas, onde cada onda compreende a extensão de 1/3 do comprimento total do pavilhão, de cor azul ultra-mar, será de 9/28 da altura total do pavilhão.
6 - Sobre as faixas será aplicado um disco de cor amarelo ouro, representando o sol, tendo em seu interior os símbolos oriundos do Brasão de Armas do Município, uma palmeira em cor verde e o cruzeiro do sul em cor azul, localizado sobre a direita da palmeira este disco corresponderá a 1/3 do comprimento total do pavilhão e estará localizado no centro do comprimento, atingindo a metade da faixa superior na altura, a faixa intermediária de cor verde no total de as altura e metade da faixa intermediária branca, na metade de sua altura.